# Асаг
Асаг — персонаж шумерской мифологии, чьё имя означает «демон, вызывающий болезни». О природе Асага до сих пор идут споры. Кто считает его огромным деревом, кто — камнем, кто — воплощением болезни (от аккадского асакку — «болезнь»), кто — драконом. Сын бога Ану и богини Ки. Он описывается таким ужасным, что от его присутствия гибнет рыба в реках. В войне его поддерживала каменная армия. Он потерпел поражение от бога Нихурты. Асаг часто ассоциируется историками с архетипом мифологического змея или дракона.